# Big Foot (Nico Touches the Walls)
Big Foot (ビッグフット?) è un brano musicale del gruppo musicale giapponese Nico Touches the Walls, pubblicato come loro quarto singolo il 13 marzo 2009. Il brano è incluso nell'album Aurora, secondo lavoro della band. Il singolo ha raggiunto la ventiquattresima posizione della classifica Oricon dei singoli più venduti in Giappone.

## Tracce
CD Singolo
1. Big Foot
2. Tomato
3. (My Sweet) Eden (Live)
4. B.C.G. (Live)
5. Kumo Sora no Akuma (Live)
6. Broken Youth (Live)
7. Etranger (Live)

## Classifiche
| Classifica (2009) | Posizione più alta |
| ----------------- | ------------------ |
| Giappone (Oricon) | 24                 |